# Rhinosimus distincticollis
Rhinosimus distincticollis is een keversoort uit de familie platsnuitkevers (Salpingidae). De wetenschappelijke naam van de soort werd in 1904 gepubliceerd door Maurice Pic.